# Gymnosiphon papuanus
Gymnosiphon papuanus är en enhjärtbladig växtart som beskrevs av Odoardo Beccari. Gymnosiphon papuanus ingår i släktet Gymnosiphon och familjen Burmanniaceae. Inga underarter finns listade i Catalogue of Life.